# 林文兴
林文兴（英文名：Lim Boon Heng ，1947年11月18日—），籍貫广东揭西县钱坑镇，1947年11月18日在新加坡出生，现任淡马锡控股主席。

## 生平
林文兴曾任人民行动党主席，新加坡总理公署部长也是职总秘书长，2007年把职总秘书长的棒子交给林瑞生。1970年毕业英国纽卡斯大学荣誉学位。1980年当选为国会议员，后在1984年，1988年，1991年，1997年，2001年及2006年的大选中继续当选。 1991年任新加坡贸工部高级政务部长。1993年任总理公署部长兼第二贸工部长。2004年8月，李显龙总理任命他为总理公署部长。